# Migrazione degli insetti

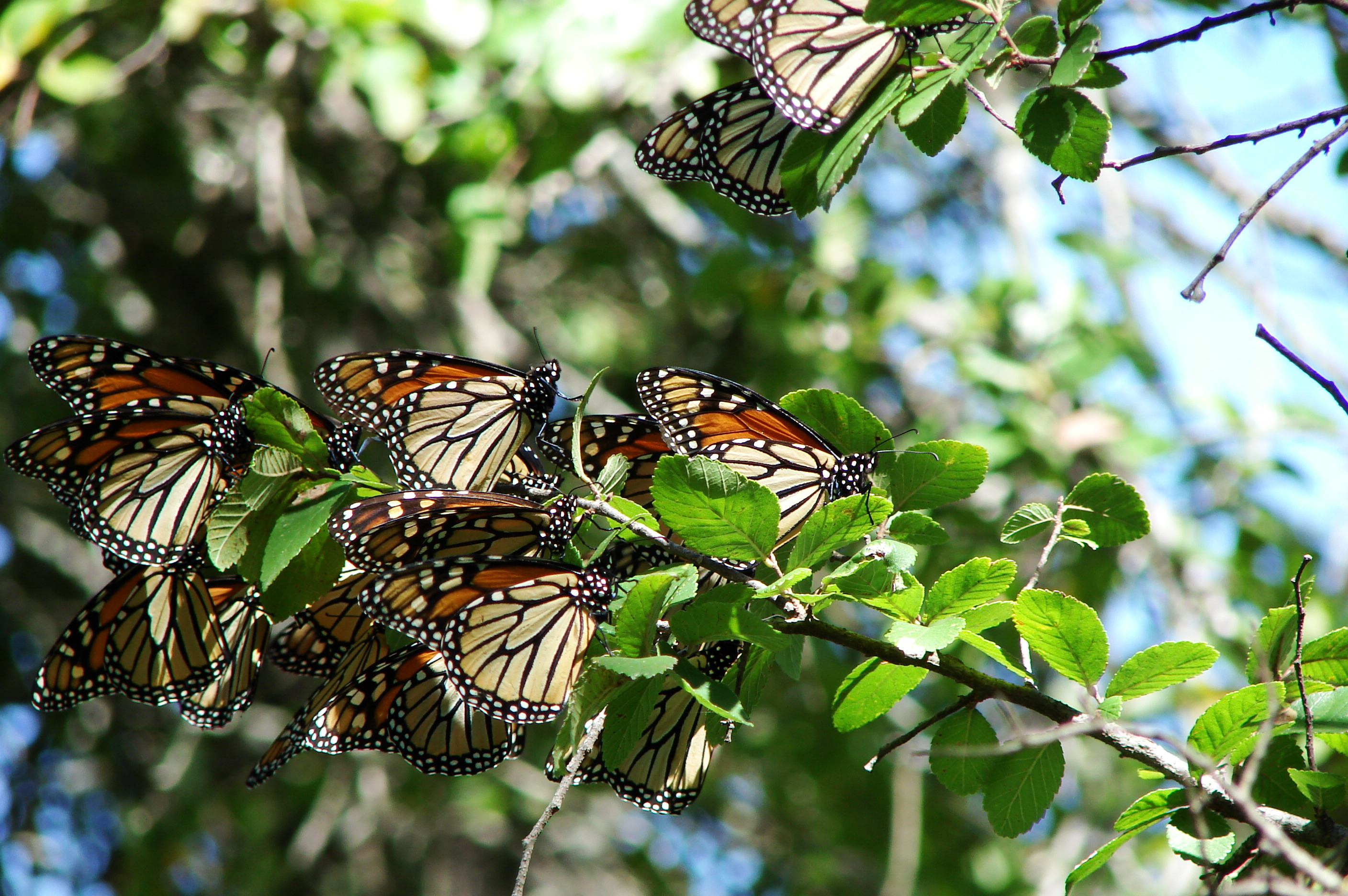
Farfalle monarca durante la migrazione in Texas

La migrazione degli insetti è il movimento stagionale che molti insetti, in particolare quelli di media o grande taglia di alcune specie di libellule, coleotteri, farfalle e falene, compiono ogni anno. La distanza può variare a seconda della specie e nella maggior parte dei casi questi spostamenti coinvolgono un gran numero di esemplari e di specie. In alcuni casi, gli individui che migrano in una direzione potrebbero non tornare nel corso dell'anno e la generazione successiva potrebbe invece migrare nella direzione opposta. Questa è una differenza significativa rispetto alla migrazione degli uccelli. Le rotte migratorie degli insetti sono rimaste sconosciute dalla scienza.

## Definizione
Tutti gli insetti si muovono in una certa misura, infatti il loro raggio di movimento può variare da pochi centimetri, per gli insetti succhiatori e per afidi senza ali, a migliaia di chilometri, come per le locuste, le farfalle e le libellule. La definizione di migrazione risulta quindi particolarmente difficile da inserire nel contesto. Un significato di questo movimento, effettuato per comportamento e non per la ricerca di risorse, ci viene dato dall'entomologo John Stodart Kennedy:
(Kennedy, 1985)

## Modelli generali
La migrazione viene effettuata da vari insetti, tra cui afidi, coleotteri, ditteri, lepidotteri, scarafaggi, in forme completamente diverse. Le farfalle, ad esempio, durante questo processo tendono a volare all'interno di uno strato limite, mantenendo una velocità più bassa rispetto alla norma. Questi migranti dello "strato limite" includono i più grandi insetti che volano di giorno e il loro volo a bassa quota è ovviamente più facile da osservare rispetto a quello della maggior parte dei migranti di alta quota trasportati dal vento. Molte specie tendono ad avere forme polimorfe, una migratrice, e una fase residente. Le fasi migratorie sono caratterizzate da ali lunghe e ben sviluppate. Tale polimorfismo è ben noto negli afidi e nelle cavallette. Nelle locuste migratorie, invece, vi sono distinte forme lunghe e ad ali corte.
Molti possono essere i fattori che portano gli insetti a migrare verso altre terre, tra cui il cambiamento stagionale, la necessità di trovare un habitat dove le risorse cambiano in base alle stagioni o che sia isolato, la presenza di agenti infestanti ed eventuali parassiti. Il ruolo della migrazione nel flusso genico è stato studiato anche in molte specie. Riguardo ad eventuali infezioni e parassiti, gli individui colpiti che manifestato sintomi gravi hanno una durata della vita ridotta: l'infezione crea un effetto noto come abbattimento, per cui è meno probabile che gli animali migratori completino la migrazione. Ciò si traduce in popolazioni con carichi di parassiti inferiori.
A partire dal 1960 alcuni scienziati svizzeri hanno notato che il Col de Bretolet, un passaggio naturale tra le Alpi, rappresenta un importante corridoio migratorio per uccelli e insetti. L’entomologo ed ex direttore del Museo cantonale di zoologia di Losanna, Jacques Aubert, scoprì che alcuni ornitologi avevano osservato avevano notato un primo comportamento migratorio degli insetti. Secondo uno studio condotto da Jason Chapman e alcuni colleghi dell’Università di Exeter, pubblicato il 23 dicembre 2017, circa 3,5 milioni di artropodi ogni anno volano su tutto il sud del Regno Unito e la maggior parte delle specie analizzate tendono a spostarsi sempre con le stesse rotte, il che suggerirebbe che varie specie utilizzino una biologia specializzata per effettuare una migrazione stagionale.

## Orientamento e direzione
La migrazione che gli insetti effettuano segue destinazioni ben definite che necessitano di un calcolo della navigazione e dell'orientamento, ed eventualmente ci fosse un problema nel percorso, l'animale rielabora il percorso, come un navigatore satellitare. Ad influire notevolmente sul percorso sono i venti, tra cui quelli trasversali. È stato dimostrato che molti insetti migratori percepiscono la velocità e la direzione del vento e, approfittandone, spiccano il volo e iniziano la loro migrazione. Esempio di questo comportamento lo possiamo trovare negli insetti della superfamiglia delle afidi.
Gli insetti volanti diurni utilizzano principalmente il sole per orientarsi, tuttavia, ciò richiede l'abilità di comprendere il suo movimento del sole. Per studiare questo comportamento, sono stati proposti e testati meccanismi endogeni di compensazione del tempo rilasciando farfalle migratorie che sono state catturate e mantenute nell'oscurità per spostare i loro orologi interni e osservare i cambiamenti nelle direzioni da loro scelte. Alcune specie sembrano apportare correzioni mentre non è stato dimostrato in altre.
Gran parte degli insetti è in grado di percepire la luce polarizzata e sono in grado di utilizzare la polarizzazione del cielo quando il sole è occluso dalle nuvole. I meccanismi di orientamento delle falene notturne e di altri insetti che migrano non sono stati ben studiati, tuttavia è stato suggerito che per spostarsi nella breve distanza possono utilizzare i segnali magnetici.
Gli studi hanno anche dimostrato che le farfalle migratrici possono essere sensibili al campo magnetico terrestre sulla base della presenza di particelle di magnetite. L'esperimento condotto con la farfalla monarca è stata una prova, poiché l'utilizzo di un magnete ha effettivamente cambiato la direzione del volo iniziale delle farfalla, anche se non è stato preso come attendibile perché la direzione non cambiava eccessivamente da quella scelta dall'insetto in precedenza.

## Lepidotteri
È risaputo che farfalle e falene migrino. Agrotis infusa è un insetto originario dell'Australia che migra verso climi più freschi. Le migrazioni di Chrysiridia rhipheus possono coinvolgere anche migliaia di individui, che si spostano quando le piante ospiti si esauriscono o non sono più adatte al consumo.
Nell'India meridionale, le migrazioni di massa di molte specie si verificano prima dei monsoni. Ben 250 specie di farfalle in India sono migratrici, tra queste vi sono specie che appartengono alle famiglie Pieridae e Nymphalidae. La Vanessa kershawi migra periodicamente lungo le coste australiane e occasionalmente migra in Nuova Zelanda.
La farfalla monarca migra dal Canada meridionale verso il Messico centrale, dove trascorre l'inverno. Tra la fine dell'inverno e l'inizio della primavera, gli esemplari adulti lasciano la Fascia Vulcanica Trasversale in Messico per viaggiare verso nord. Dopo l'accoppiamento le femmine cercano piante per deporre le uova, iniziando nel nord del Messico e nel sud del Texas. I bruchi poi si sviluppano in adulti che si spostano a nord, fino al Canada centrale. L'intero ciclo migratorio annuale coinvolge cinque generazioni.
La vanessa del cardo (Vanessa cardui) è una farfalla il cui viaggio annuale, di andata e ritorno, di 15.000 km dalla Scandinavia e dalla Gran Bretagna all'Africa occidentale coinvolge fino a sei generazioni.
La sfinge del galio (Macroglossum stellatarum) migra dall'Africa e dall'Asia meridionale verso l'Europa e l'Asia settentrionale.

## Ortotteri

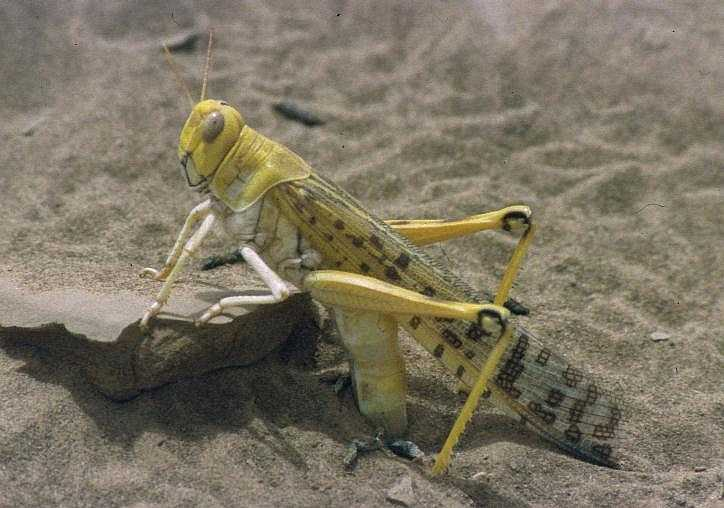
Le locuste (Schistocerca gregaria) migrano regolarmente con il cambiamento delle stagioni

Alcuni insetti dell'ordine degli Orthoptera migrano creando sciami, spesso irregolari, influenzati dalla necessità di ricercare risorse per vivere. Vi sono tuttavia alcune popolazioni di specie come le locuste (Schistocerca gregaria) che effettuano regolari spostamenti stagionali in alcune parti dell'Africa. Gli sciami di questa locusta sfruttano le correnti termiche diurne facendosi trasportare fino a percorrere notevoli distanze, rimanendo in viaggio per un massimo di 20 ore e percorrendo una distanza di 150 km. Nel 1988, un notevole e consistente sciame volò per circa 5000 km attraverso l'Oceano Atlantico, fino a raggiungere i Caraibi della Mauritana. Non sapendo nuotare, molte di loro hanno utilizzato i cadaveri delle prime locuste che si sono posate in acqua per riposare, per poi riprendere il percorso.

## Odonati

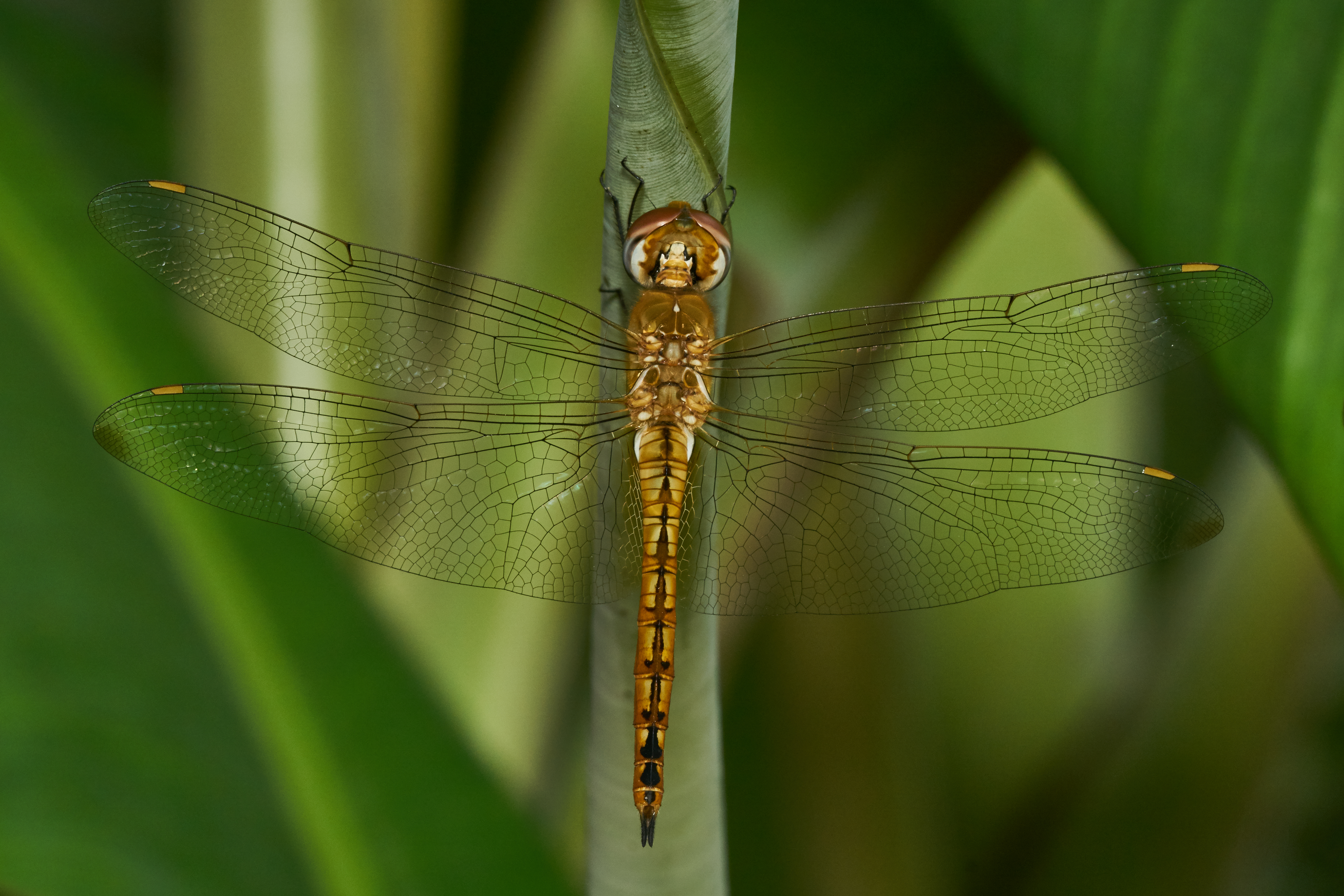
Esemplare di Pantala flavescens, la libellula che migra con la distanza più lunga

Le libellule sono tra gli insetti che migrano percorrendo notevoli distanze. Molte specie di libellule, come quelle del genere Sympetrum e Pantala, sono note per la loro migrazione di massa. Si pensa che Pantala flavescens effettui le traversate oceaniche più lunghe tra gli insetti, volando tra l'India e l'Africa. I loro movimenti sono spesso assistiti dai venti.

## Coleotteri
Alcune specie di scarabei appartenenti al genere delle coccinelle, come Hippodamia convergens, Adalia bipunctata e Coccinella undecimpunctata, sono stati notati in gran numero in alcuni luoghi. In alcuni casi, questi movimenti sembrano essere stati effettuati nella ricerca di siti di ibernazione.